# Автомагістраль A1 (Нідерланди)
Автомагістраль A1 — автострада в Нідерландах. Дорога з'єднує столицю Амстердам, поблизу розв'язки Ватерграафсмер, з німецьким кордоном, поблизу Олдензаля та Бад-Бентгайма, і німецьким автобаном BAB 30. На своєму шляху він перетинає чотири провінції : Північну Голландію, Утрехт, Гелдерланд і Оверейсел.

## Європейські маршрути

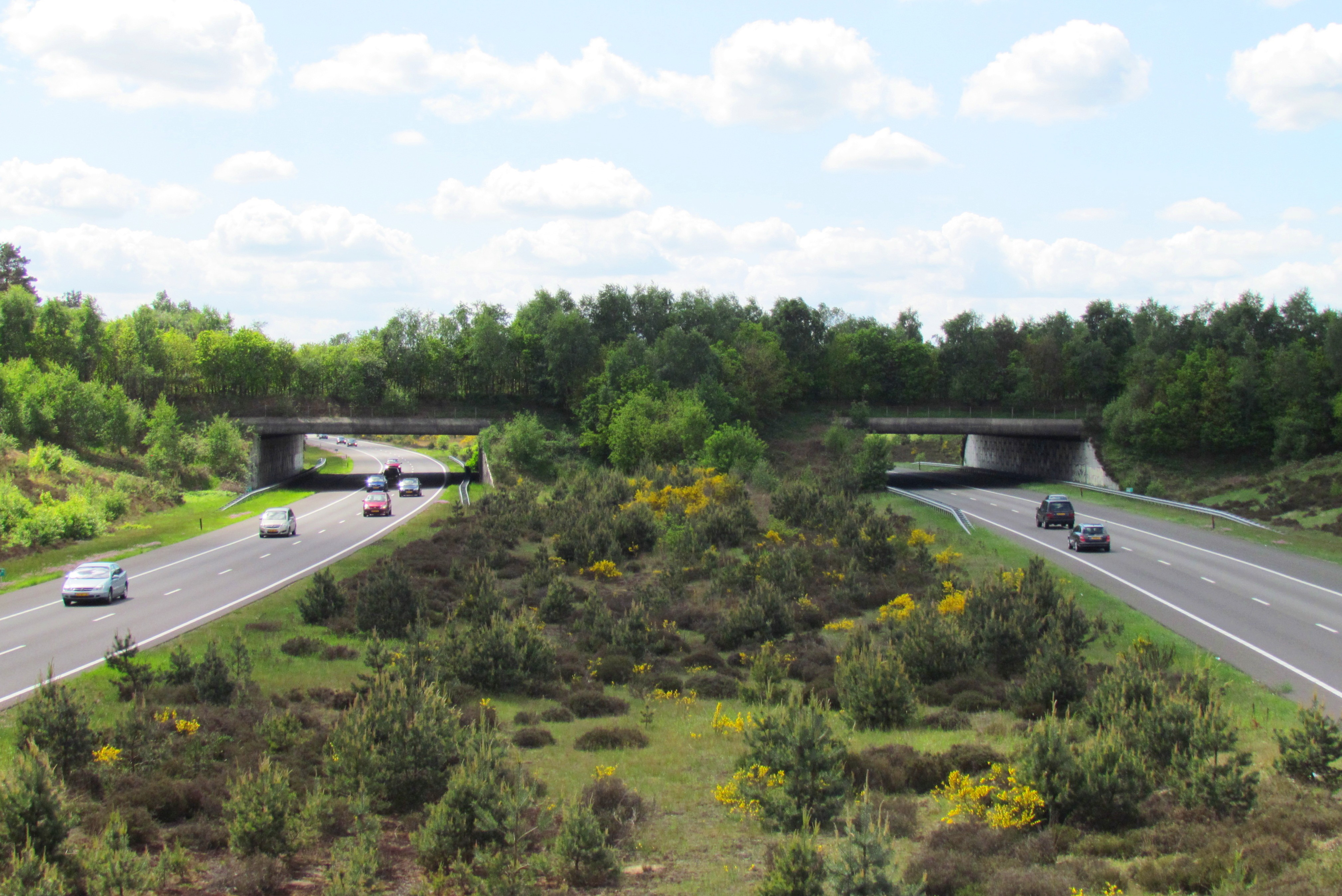
Екодукт Харм ван де Вен

Ділянка дороги між її початком на розв'язці Watergraafsmeer і розв'язкою Hoevelaken біля Амерсфорта також є європейським маршрутом: E231. Ця ділянка A1 є повним маршрутом E231; E231 не складається з жодної іншої дороги чи ділянки.
Між розв’язкою Hoevelaken і кордоном з Німеччиною (і далі, уздовж BAB 30), європейський маршрут E30 слідує за автострадою A1. Цей європейський маршрут є так званим західно-східноєвропейським маршрутом класу А, що йде від Корка в Ірландії до Омська в Росії.